# Женска фудбалска репрезентација Црне Горе
Женска фудбалска репрезентација Црне Горе представља селекцију Црне Горе у међународном женском фудбалу, у организацији Фудбалског савеза Црне Горе. 

## Такмичења
Од свог оснивања, женска фудбалска репрезентација Црне Горе је играла у два квалификациона циклуса за већа такмичења. У оба наврата, Црна Гора није успела да се квалификује. 

### Светско првенство
| 2015.  | Није се квалификовала | Није се квалификовала | Није се квалификовала | Није се квалификовала | Није се квалификовала | Није се квалификовала | Није се квалификовала | Није се квалификовала | 13 | 1 | 2 | 10 | 12 | 57 |
| 2019.  | Није се квалификовала | Није се квалификовала | Није се квалификовала | Није се квалификовала | Није се квалификовала | Није се квалификовала | Није се квалификовала | Није се квалификовала | 3  | 1 | 0 | 2  | 8  | 6  |
| Укупно | 0/1                   | 0/1                   |                       |                       |                       |                       |                       |                       | 16 | 2 | 2 | 12 | 20 | 63 |

### Европско првенство
| 2017.  | Није се квалификовала | Није се квалификовала | Није се квалификовала | Није се квалификовала | Није се квалификовала | Није се квалификовала | Није се квалификовала | Није се квалификовала | 8  | 0 | 0 | 8  | 2 | 51 |
| 2021.  | -                     | -                     | -                     | -                     | -                     | -                     | -                     | -                     | 2  | 0 | 0 | 2  | 0 | 12 |
| Укупно | 0/1                   | 0/1                   |                       |                       |                       |                       |                       |                       | 10 | 0 | 0 | 10 | 2 | 63 |

## Тренутни састав
Следећи играчи су били позвани за квалификације за предстојећи Еуро 2021. против Немачке и Републике Ирске 31. августа и 3. септембра 2019. године.  
Наступи и голови од 4. септембра 2019. 
| Бр.            | Поз.    | Играч                                | Датум рођења        | Наступи | Голови  | Клуб              |         |         |
| Голмани        | Голмани | Голмани                              | Голмани             | Голмани | Голмани | Голмани           | Голмани | Голмани |
| -------------- | ------- | ------------------------------------ | ------------------- | ------- | ------- | ----------------- | ------- | ------- |
| 12             | Г       | Ивана Чабаркапа                      | 7. септембар 1999.  | 9       | 0       | ЖФК Брезница      |         |         |
| 22             | Г       | Милица Кнежевић                      | 11. новембар 2000.  | 2       | 0       | ЖФК Брезница      |         |         |
| 1              | Г       | Инес Обрадовић                       | 23. март 1998.      | 8       | 0       | ЖФК Црвена звезда |         |         |
| Одбрана        |         |                                      |                     |         |         |                   |         |         |
| 15             | О       | Хелена Божић                         | 14. фебруар 1997.   | 22      | 0       | Партизан Бардејов |         |         |
| 5              | О       | Татјана Ђурковић                     | 5. август 1996.     | 36      | 0       | Кариатидес        |         |         |
| 19             | О       | Марија Мараш                         | 23. септембар 2002. | 3       | 0       | ЖФК Брезница      |         |         |
| 3              | О       | Александра Поповић                   | 3. мај 1999.        | 19      | 0       | Влазнија Скадар   |         |         |
| 4              | О       | Маја Шарановић                       | 11. новембар 1999.  | 18      | 1       | Партизан Бардејов |         |         |
| Средина терена |         |                                      |                     |         |         |                   |         |         |
| 7              | С       | Слађана Булатовић (заменик капитена) | 4. мај 1994.        | 44      | 12      | ЖФК Рајо Валекано |         |         |
| 8              | С       | Јасна Ђоковић                        | 29. октобар 1991.   | 42      | 3       | СФК Сарајево      |         |         |
| 17             | С       | Дарија Ђукић                         | 11. јануар 1996.    | 30      | 1       | Партизан Бардејов |         |         |
| 2              | С       | Сања Недић                           | 26. новембар 1994.  | 5       | 0       | СФК Сарајево      |         |         |
| 16             | С       | Јадранка Павићевић                   | 17. јун 1989.       | 15      | 1       | Партизан Бардејов |         |         |
| 6              | С       | Џенита Рамчиловић                    | 11. април 1997.     | 4       | 0       | Грасхопер         |         |         |
| 13             | С       | Јелена Вујадиновић                   | 17. новембар 2000.  | 14      | 0       | ЖФК Брезница      |         |         |
| Напад          |         |                                      |                     |         |         |                   |         |         |
| 18             | Н       | Тамара Бојат                         | 11. април 1997.     | 26      | 6       | СФК Сарајево      |         |         |
| 14             | Н       | Јелена Карличић                      | 5. октобар 2002.    | 12      | 0       | ЖФК Брезница      |         |         |
| 11             | Н       | Армиса Куч                           | 11. април 1992.     | 46      | 12      | СФК Сарајево      |         |         |
| 9              | Н       | Нађа Становић                        | 10. септембар 1999. | 9       | 3       | Катовице          |         |         |
| 10             | Н       | Марија Вукчевић (к)                  | 26. април 1986.     | 30      | 12      | Кијети            |         |         |